# Фройнд, Карл
Карл Фройнд (нем. Karl Freund; 16 января 1890, Кёнигингоф-ан-дер-Эльбе — 3 мая 1969, Санта-Моника, Калифорния, США) — немецкий, а затем американский кинооператор и режиссёр. Был новатором в области кинематографии, часто известным первооткрывателем техники камеры без цепи. Наиболее известен своей работой над фильмом «Метрополис» (1927), «Дракула» (1931) и телесериалом «Я люблю Люси» (1951—1957).

## Биография

### Ранняя жизнь
Карл В. Фройнд был судетским немцем. Будущий оператор родился в городе Кёнигинхоф (нем. Königinhof; ныне — Двур-Кралове, Чехия), в Богемии. Когда ему было 11 лет, семья Фройндов переехала в Берлин. Его карьера началась в 1905 году, когда в возрасте 15 лет он был нанят в качестве ученика киномеханика для фильмов Альфреда Дускеса. С 1906 года начал работать в кинокомпании в Берлине. Фройнд стал оператором кинохроники в 1907 году, а год спустя работал на Sascha-Film в Венне. В 1907 году устроился в Международном обществе кинематографии и световых эффектов. В 1911 году Фройнд переехал в Белград, чтобы создать кинолабораторию для братьев Савич.
В 1914 году Фройнд был призван Имперской армией для участия в Первой мировой войне, но был освобожден от службы всего через три месяца.
Фройнд работал оператором над более чем 100 фильмами, включая экспрессионисткие фильмы «Голем: как он пришел в мир» (1920) и «Последний человек» (1924). Фройнд был соавтором и оператором фильма «Берлин — симфония большого города» (1927), режиссёра Вальтера Руттманна. Между 1926 и 1929 годами Фройнд был руководителем производства Fox Europa Film. Сотрудничал с крупнейшими режиссёрами немецкого экспрессионизма — Мурнау и Лангом, у которого Фройнд работал с камерой на съёмках «Метрополиса». Кроме того он снялся в маленькой роли в фильме Дрейера «Михаэль» (1924), в котором он предстает как подхалимский арт-дилер, который спасает сброшенный известным художником табачный пепел.

### Американская карьера в кино и на телевидении
В 1929 году Фройнд эмигрировал в США, где стал не только оператором но и режиссёром. Широкая известность за океаном пришла к нему в 1931 году, когда талантливый богемец был назначен оператором в фильм «Дракула» с Бэлой Лугоши в главной роли. Позже он поставил несколько фильмов как режиссёр — в том числе знаменитый фильм «Мумию», который по многим сюжетным моментам и некоторыми мизансценами очень напоминает «Дракулу». Существуют мнение, что именно Фройнд был настоящим постановщиком «Дракулы», а обычно дотошный режиссёр Тод Браунинг присутствовал на съёмочной площадке гораздо реже, чем полагалось режиссёру. Его работа над «Дракулой» велась в основном неорганизованно: из-за хаотичного производства он ни разу не посмотрел фильм за оставшиеся 67 лет своей жизни

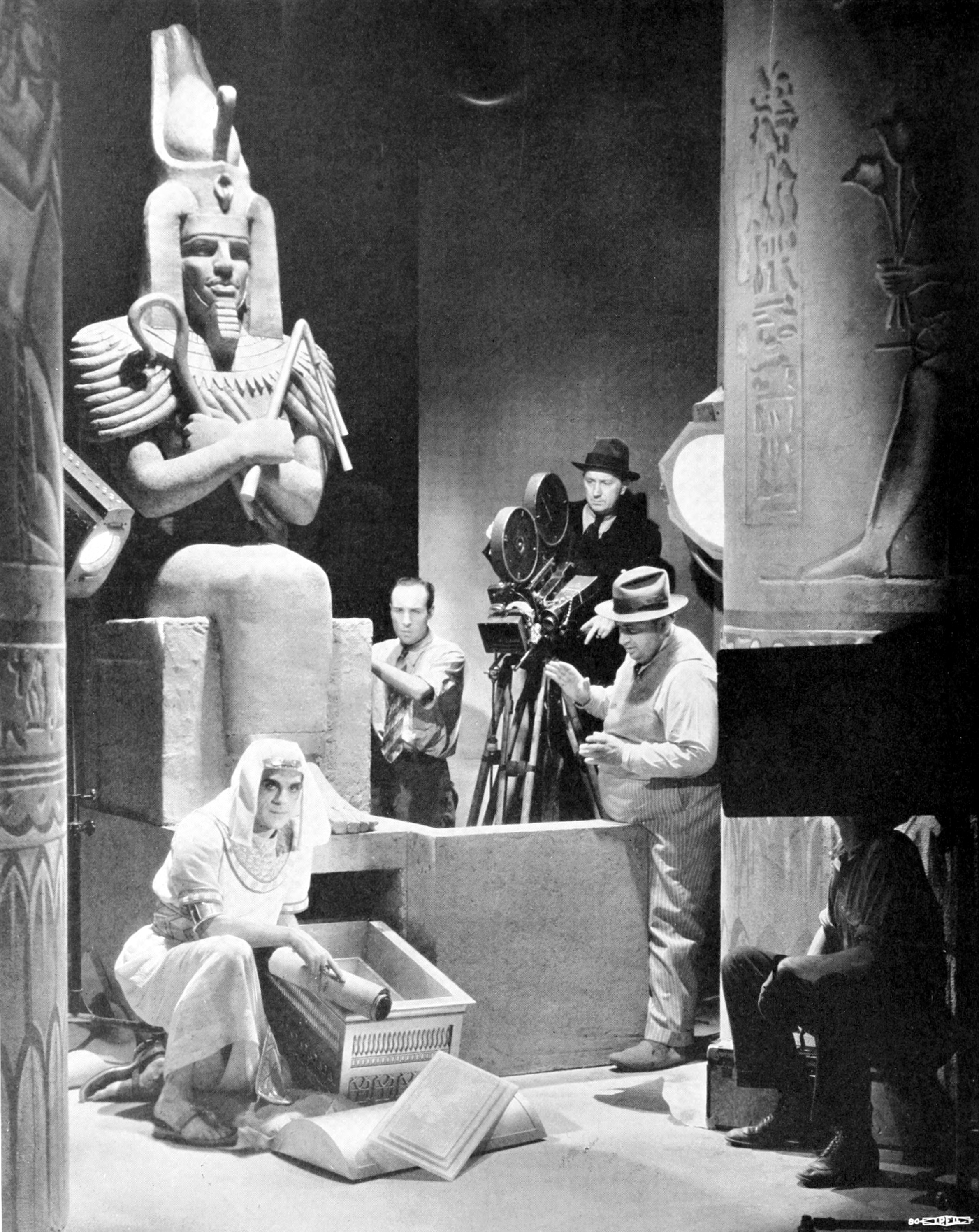
Фройнд снимает Бориса Карлоффа в фильме «Мумия» (1932)

В период с 1921 по 1935 год Фройнд снял 10 фильмов, наиболее известными из которых, вероятно, являются два его зачисленных ужастика: «Мумия» (1932) с Борисом Карловым в главной роли, и его последний фильм в качестве режиссёра, «Безумная любовь» (1935) с Петером Лорре. Фройнд работал по контракту с MGM и Warner Bros.. Он получил Премию Оскар за лучшую операторскую работу за фильм «Благословенная земля» (1937). В 1944 году он основал Photo Research Corporation в Бербанке для производства телекамер и экспонометров.
Фройнд продолжал снимать хорошо запомнившиеся фильмы, такие как «Ки Ларго» (1948). В интервью Ричард Брукс, говоря о взаимодействии с Фройндом, когда они вместе работали над фильмом, также рассказал о полезных советах, которые он получил от Фройнда два года спустя, как раз перед режиссёрским дебютом Брукса. Фройнд дал Бруксу катушки с 16-миллиметровой пленкой, назвав их «Уроком номер один». Когда Брукс посмотрел ролики дома, он увидел, что это порнография. На следующий день Фройнд объяснил: «Я продюсировал их. Мои съемки 1922 года. Много раз вы будете задаваться вопросом, ставите ли вы камеру здесь, наверху или здесь внизу? Может быть, вы делаете сцену немного больше или немного меньше». Урок номер один. Ближе к сути".
В начале 1950-х годов Дези Арназ убедил Фройнда стать оператором телесериала «Я люблю Люси» 1951 года. Несмотря на свой обширный опыт работы в кино, Фройнд говорил, что переход на телевидение был для него проблемой поскольку «Я люблю Люси» снимался перед живой аудиторией, были ограничения на где можно поставить камеру. Несмотря на это в дальнейшем Фройнд и его производственная группа также работали над другими ситкомами, созданными Desilu Productions, где Карл Фройнд в очередной раз доказал славу новатора.

## Инновации в кинематографии
В начале своей карьеры Фройнд начал экспериментировать с различными способами съемки и новыми аспектами кино. В 1914 году он работал с Оскаром Месстером, изобретателем-первопроходцем и экспериментатором в области звукового кино.
Карл Фройнд был пионером техники камеры без цепи (entfesselte Kamera) . В таких фильмах, как «Последний человек», снятая с цепи камера произвела революцию в раннем кинематографе. Впервые камера была свободна от штатива и могла перемещаться по съемочной площадке. Поскольку она больше не ограничивалась одной позицией, возможны тысячи новых ракурсов. Известно, что Фройнд носил камеру на животе и ходил во время съемок. Он также ставил камеру на тележку, которая двигалась по рельсам. Фройнд представил несколько других новаторских способов перемещения камеры, в том числе размещение камеры на кране.
Для шоу «Я люблю Люси» Фройнд разработал систему «плоского освещения» для съемок ситкомов, которая используется до сих пор. Эта система покрывает съемочную площадку светом, тем самым устраняя тени и позволяя использовать три движущиеся камеры без необходимости изменять освещение между кадрами. Хотя Фройнд не изобрел систему съемки с тремя камерами, он усовершенствовал её для использования с пленочными камерами перед живой аудиторией. Использовались камеры BNC Mitchell с калиброванными линзами T-stop на тележках. Центральная камера предназначалась для более широких снимков. Два других были расположены под углом от 75 до 90 градусов от центра и в основном использовались для съемки крупных планов.

## Личная жизнь
В 1937 году он посетил Германию, чтобы привезти в США свою единственную дочь Герду Марию Фройнд, спасая её от почти верной смерти в концентрационных лагерях. Его бывшая жена Зюзетт Фройнд (урожденная Липманнсон) осталась в Германии, где была убита в концлагере Равенсбрюк в 1942 году.

## Полная фильмография
В качестве оператора:
- Невеста грабителя (1916)
- Любовное письмо королевы (1916)
- Принцесса Нейтралии (1917)
- Человек в зеркале (1917)
- Замужество Луизы Рорбах (1917)
- Графиня кухарка (1918)
- Ковчег (1919)
- Интоксикация (1919)
- Пауки (1919)
- Екатерина Великая (1920)
- Голем (1920)
- Горбун и танцовщица (1920)
- Голова Януса (1920)
- Клятва Питера Хергатца (1921)
- Крысы (1921)
- История Кристины фон Херрэ (1921)
- Лукреция Борджия (1922)
- Горящая пашня (1922)
- Последний человек (1924)
- Финансы великого герцога (1924)
- Михаэль (1924)
- Варьете (1925)
- Тартюф (1926)
- Мельница Сан-Суси (1926)
- Из мглы (1927)
- Донья Хуана (1927)
- Метрополис (1927)
- Берлин — Симфония большого города (1927)
- Рыцарь в Лондоне (1929)
- Фройляйн Эльзе (1929)
- Плохая сестра (1931)
- Дракула (1931)
- Убийства на улице Морг (1932)
- Задний двор (1932)
- Поцелуй перед зеркалом (1933)
- Дама с камелиями (1936)
- Великий Зигфелд (1936) (в соавторстве)
- Благословенная земля (1937) (премия «Оскар» за лучшую операторскую работу)
- Парнель (1937)
- Завоевание (1937)
- Вводное письмо (1938)
- Защита от человека (1938)
- Финт хвостом (1939)
- Золотой мальчик (1939)
- Роза Вашингтон Сквер (1939)
- Балалайка (1939)
- Гордость и предубеждение (1940)
- Зелёный ад (1940)
- Цветы в пыли (1941)
- Тортилья-Флэт (1942)
- Кричи «Опустошение» (1943)
- Парень по имени Джо (1943)
- Дю Бэрри была леди (1943)
- Седьмой крест (1944)
- Без любви (1945)
- Худой человек идёт домой (1945)
- Письмо к Эви (1946)
- Подводное течение (1946)
- Двое умных людей (1946)
- Та девушка из Гааги (1947)
- В этот раз для Кипс (1947)
- Ки-Ларго (1948)
- К югу от Сент-Луиса (1949)
- Монтана (1950)
- Брайт лиф (1950)

В качестве режиссёра:
- Мумия (1932)
- Лунный свет и брецели (1933)
- Мадам шпион (1934)
- Передайте мою любовь (1934)
- Дар Гэб (1934)
- Безумная любовь (1935)

В качестве продюсера:
- Мадам не хочет детей (1926)

## Награды
- Премия «Оскар» лучшему оператору (1938) и две номинации на эту премию (1941).